# Valerij Čkalov (film)
Valerij Čkalov (Валерий Чкалов) è un film del 1941 diretto da Michail Konstantinovič Kalatozov.